# Коцюруба Марія Іванівна
Марія Іванівна Коцюруба (нар. 17 березня 1946, село Купчинці, тепер Іллінецького району Вінницької області) — українська радянська діячка, доярка бурякорадгоспу Кам'яногірського цукрового комбінату Іллінецького району Вінницької області. Депутат Верховної Ради УРСР 10—11-го скликань. Герой Соціалістичної Праці (17.08.1988).

## Біографія
Освіта середня.
У 1963—1975 роках — доярка колгоспу імені Горького Іллінецького району Вінницької області.
З 1975 року — доярка бурякорадгоспу Кам'яногірського цукрового комбінату Іллінецького району Вінницької області.
У 1980-х роках за рік надоювала по шість тисяч літрів молока з корови, за що отримала зірку Героя Соціалістичної Праці.
Потім — на пенсії в селі Купчинці Іллінецького району Вінницької області.

## Нагороди
- Герой Соціалістичної Праці (17.08.1988)
- орден Леніна (17.08.1988)
- ордени
- медалі